# 林應節
林應節（？—？），字時卿，福建興化府莆田縣人，民籍，明朝政治人物。

## 生平
嘉靖二十五年（1555年）丙午科福建鄉試第六十四名舉人。嘉靖三十八年（1559年）中式己未科會試第一百五十四名，三甲第三十七名進士。官南雄府知府。

## 家族
曾祖林體進；祖父林元珍；父林汝賢，封衛經歷。前母方氏（贈孺人）；母鄭氏（封孺人）。永感下。